# Chiesa di San Silvestro (Bagnoli del Trigno)
La chiesa di San Silvestro si trova nella parte antica di Bagnoli del Trigno, sul contrafforte roccioso che domina la cosiddetta "Terra di basso".

## Storia
Fu costruita nel XIII-XIV secolo ed è stata più volte danneggiata da terremoti e restaurata.

## Descrizione
La sua caratteristica è quella di essere letteralmente incastrata fra due speroni di roccia, che lasciano visibili solo le pareti laterali. Il portale di ingresso si apre infatti sulla parete laterale destra, rivolta verso il centro abitato. 

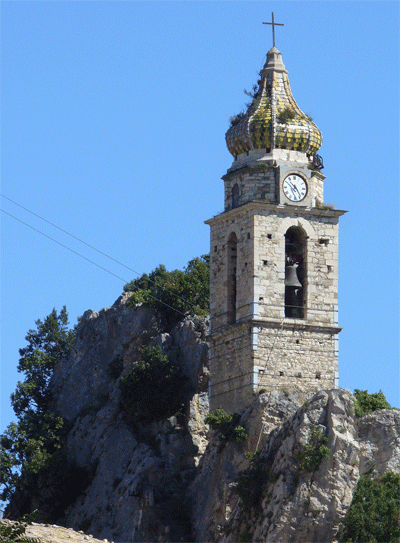
Campanile della chiesa di San Silvestro a Bagnoli del Trigno

Il campanile, caratteristico per la sua copertura "a cipolla" realizzata in maiolica colorata, è costruito sullo sperone che sorge acconto all'abside.
Il portale ha su ognuno dei due lati tre colonnine tonde: su ogni lato la più interna è liscia, quella centrale è decorata con un motivo tortile e quella esterna presenta una decorazione a spina di pesce. Le tre colonnine terminano in alto su un capitello decorato con un volto umano fra motivi floreali. 

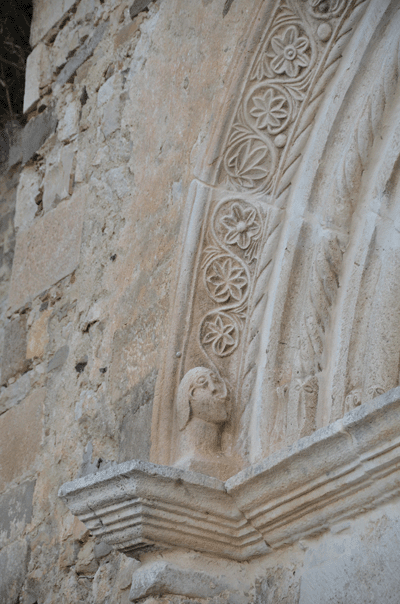
Particolare della lunetta del portale

Sopra il portale, sollevata da un architrave, una lunetta semicircolare riprende all'interno le decorazioni delle colonnine e presenta all'esterno una cornice decorata con una pianta stilizzata che nasce dalla bocca di una testa umana sulla sinistra e termina in un'anfora sulla destra.

### Interno
L'interno è a tre navate. Sulla parete di fondo c'è la cantoria con l'organo a canne. Sulla parete della navata destra c'è un crocifisso ligneo che ha la particolarità di avere le braccia snodate, in modo da poterle abbassare lungo i fianchi della statua quando questa veniva usata senza la croce nella processione del Venerdì Santo.
Sempre sulla parete della navata di destra, accanto all'ingresso secondario della chiesa, una lapide ricorda la consacrazione della chiesa e dell'altare maggiore da parte del vescovo di Trivento Alfonso Mariconda.
Il testo dell'iscrizione è il seguente:
D O M

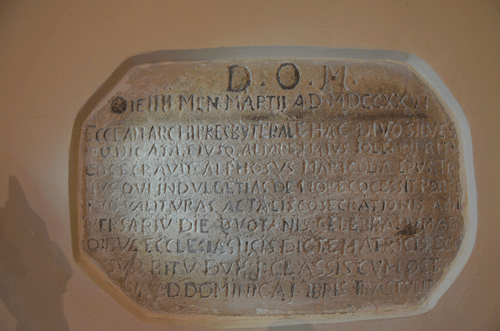
Lapide commemorativa della consacrazione

DIE IIII MEN(sis) MARTII A.D. MDCCXXVI

ECCL(esi)AM ARCHIPRESBYTERALE(m) HA(n)C DIVO SILVES

TRO DICATA(m) EIUSQ(ue) ALTARE MAIUS SOLEMNI RITU

CONSECRAVIT ALPHO(n)SUS MARICO(n)DA EP(isco)PUS TRI(venti)

NUS QUI INDULGENTIAS DE MORE CO(n)CESSIT PERPE

TUO VALITURAS AC TALIS CO(n)SECRATIONIS AN(n)I

VERSARIU(m) DIE(m) QUOTAN(n)IS CELEBRA(n)DUM AB

O(mn)IBUS ECCLESIASTICIS DICTAE MATRICIS ECC(lesiae)

SUB RITU DUP. I CLASSIS CUM OCTA

VA AD DOMINICA(m) I 7BRIS TRA(n)STULIT 
Traduzione italiana:
A Dio, ottimo e massimo

Nel giorno quarto del mese di marzo dell'anno del Signore 1726, Alfonso Mariconda vescovo di Trivento consacrò con rito solenne questa chiesa arcipresbiterale dedicata a San Silvestro ed il suo altare maggiore, concesse le solite indulgenze valide in perpetuo e portò alla prima domenica di settembre il giorno anniversario di tale consacrazione, da celebrarsi ogni anno da tutti gli ecclesiastici di detta chiesa matrice, con rito doppio di prima classe con l'ottava.
In fondo alla navata sinistra una cappella è dedicata alla Madonna Incoronata. Nella chiesa è conservato lo stemma episcopale di Pio Augusto Crivellari, vescovo di Trivento dal 1958 al 1966, un tempo collocato all'interno della lunetta del portale.